# Marquesat de Castellbell

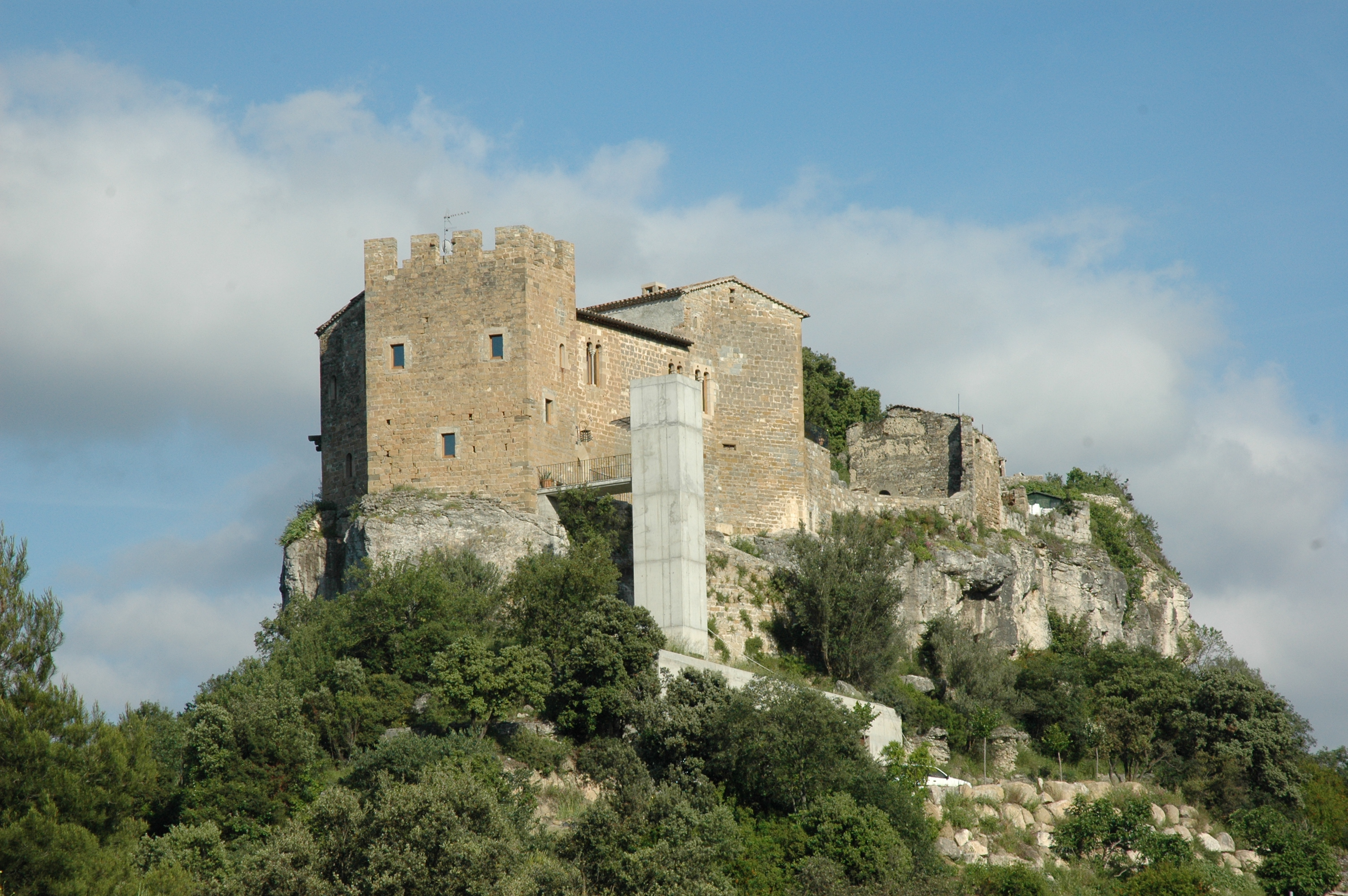
Castell de Castellbell, a Castellbell i el Vilar

El Marquesat de Castellbell és un títol nobiliari concedit el 1702 per Felip V a Josep d'Amat i de Planella, senyor de Castellbell. Fou aquesta una de les primers distincions nobiliàries que Felip V atorgà a ciutadans catalans fidels a la seva causa i per aquest motiu, el primer marquès de Castellbell, Josep d'Amat, s'hagué de refugiar a Vacarisses quan esclatà l'aixecament a favor de l'arxiduc Carles. El 1924 Alfons XIII li uní al títol el rang de Grandesa d'Espanya. Encara al segle XX eren possessions dels marquesos de Castellbell el castell de Castellbell, el Palau Maldà a Barcelona i el Palau Falguera a Sant Feliu de Llobregat, entre d'altres.

## Titulars
- Josep d'Amat i de Planella (1670 - 1715): 1r marquès de Castellbell (reial decret de 27 de març 1702).
- Josep d'Amat i de Junyent (?-1777): 2n marquès de Castellbell, 3r marquès de Castellmeià
- Gaietà d'Amat i de Rocabertí (?-1792): 3r marquès de Castellbell, 4t marquès de Castellmeià
- Manuel Gaietà d'Amat i de Peguera (1777-1846): 4t marquès de Castellbell, 5t Marquès de Castellmeià es va casar amb la seva cosina Escolàstica d'Amat i d'Amat, amb la que engendra el seu successor Gaietà Maria d'Amat i d'Amat. Morí l'any 1846.
- Gaietà Maria d'Amat i d'Amat (1803-1868): 5è marquès de Castellbell, 6è marquès de Castellmeià, 4t baró de Maldà i Maldanell i 9è baró de Granera.
- Joaquim de Càrcer i d'Amat (1836-1923): 6è marquès de Castellbell, 7è de Castellmeià, 10è baró de Granera, a més de baró de Pau i de Talamanca
- Maria Dolors de Càrcer i de Ros (1867-1939): 7a marquesa de Castellbell, Gran d'Espanya, 6a baronessa de Maldà i Maldanell, 11a baronessa de Granera
- Salvador de Vilallonga i de Càrcer (1891-1974): 8è marquès de Castellbell, Gran d'Espanya (reial carta de successió BOE 23 de gener de 1953), marquès de Castellmeià, baró de Segur, 7è baró de Maldà i Maldanell i 12è de Granera
- José Luis de Vilallonga y Cabeza de Vaca (1920-2007): 9è marquès de Castellbell, Gran d'Espanya (reial carta de successió BOE 5 de gener de 1979)
- John Alfonso de Vilallonga y Scott-Ellis (1946 - ?): 10è marquès de Castellbell, Gran d'Espanya (reial carta de successió BOE 14 d'octubre de 2008)